# Гонсава
Гонсава (пол. Gąsawa, нім. Gonsawa, 1939–45 Gerlingen) — місто в Польщі, у гміні Ґонсава Жнінського повіту Куявсько-Поморського воєводства. Населення — 1501 особа (2011). З 1 січня 2024 року має статус міста.
У 1975-1998 роках село належало до Бидгощського воєводства.

## Демографія
Демографічна структура станом на 31 березня 2011 року:
|          | Загалом | Допрацездатний вік | Працездатний вік | Постпрацездатний вік |
| -------- | ------- | ------------------ | ---------------- | -------------------- |
| Чоловіки | 723     | 138                | 521              | 64                   |
| Жінки    | 778     | 150                | 473              | 155                  |
| Разом    | 1501    | 288                | 994              | 219                  |